# Правдива терапія
«Правдива терапія» (англ. Shrinking) — американський комедійний драматичний телесеріал, створений Біллом Лоуренсом, Джейсоном Сіґелем і Бреттом Ґолдштейном. У серіалі Сіґел грає скорботного терапевта, який вирішує стати значно більш залученим у життя своїх пацієнтів. У серіалі також знялися Гаррісон Форд, Джессіка Вільямс, Кріста Міллер, Майкл Урі, Люк Тенні, Лукіта Максвелл і Тед МакҐінлі.
Прем’єра серіалу відбулася 27 січня 2023 року на Apple TV+. Він отримав схвальні відгуки, в яких високо оцінювалися акторська гра, сценарій, гумор і зображення горя. У березні 2023 року серіал продовжили на другий сезон. Прем'єра другого сезону відбулася 16 жовтня 2024 року, а через день серіал продовжили на третій сезон.
Перший сезон отримав дві номінації на 75-й церемонії вручення праймтайм премії «Еммі»: «Найкраща чоловіча роль у комедійному телесеріалі» для Сіґела та «Найкраща жіноча роль другого плану у комедійному телесеріалі» для Вільямс. Перший сезон також отримав три номінації від Critics' Choice Awards та TCA Awards, а Форд був номінований обома кінопреміями за свою гру.

## Сюжет
|  | Джиммі переживає втрату дружини, і йому важко водночас бути батьком, другом і психотерапевтом. Він вирішує змінити своє ставлення до людей та стати абсолютно чесним, без жодних фільтрів. Покращиться від цього ситуація чи тільки переросте в шалений неконтрольований хаос? |

## Персонажі

### Головні герої
| Актор            | Роль          | Нотатки |
| ---------------- | ------------- | --- |
| Джейсон Сіґел    | Джиммі Лерд   | терапевт, який працює в Центрі когнітивно-поведінкової терапії й переживає смерть дружини                      |
| Джессіка Вільямс | Ґабі          | колега-терапевт, яка працює з Джиммі в Центрі когнітивно-поведінкової терапії                                  |
| Люк Тенні        | Шон           | пацієнт, який страждає на розлад управління гнівом і лікується у Джиммі                                        |
| Майкл Урі        | Браян         | найкращий друг Джиммі, який працює юристом                                                                     |
| Лукіта Максвелл  | Еліс          | донька-підліток Джиммі, з якою у нього напружені взаємини                                                      |
| Кріста Міллер    | Ліз           | сусідка Джиммі, яка також допомагає наглядати за Алісою                                                        |
| Гаррісон Форд    | д-р Пол Роудс | старший терапевт і колега Джиммі в Центрі когнітивно-поведінкової терапії, який страждає на хворобу Паркінсона |
| Тед МакҐінлі     | Дерек         | чоловік Ліз (2 сезон; в 1 сезоні з'являється епізодично)                                                       |

### Другорядні герої
| Актор             | Роль                  | Нотатки                                                                                |
| ----------------- | --------------------- | -------------------------------------------------------------------------------------- |
| Гайді Гарднер     | Ґрейс                 | одна з пацієнток Джиммі                                                                |
| Лілан Боуден      | Тіа                   | дружина Джиммі та мати Аліси, яка загинула в автокатастрофі                            |
| Девін Каваока     | Чарлі                 | наречений Браяна                                                                       |
| Рейчел Стабінґтон | Саммер                | найкраща шкільна подруга Аліси                                                         |
| Кенаджуан Бентлі  | Тім                   | батько Шона                                                                            |
| Лілі Рейб         | Мег                   | дочка Пола                                                                             |
| Венді Мелік       | д-р Джулі Барам       | невропатологиня, яка лікує хворобу Паркінсона у Пола, з якою він згодом зав'язує роман |
| Кімберлі Кондікт  | Воллі                 | одна із пацієнтів Джиммі, яка страждає на обсесивно-компульсивний розлад               |
| Тілкі Джонс       | Донні                 | жорстокий чоловік Ґрейс                                                                |
| Гевін Льюїс       | Коннор                | син сусідів Ліз і Дерека, та друг Аліси                                                |
| Бретт Ґолдштейн   | Луї Вінстон (2 сезон) | п'яний водій, який спричинив смертельну ДТП з Тією                                     |

### Епізодичні
| Актор                 | Роль                | Нотатки                                                |
| --------------------- | ------------------- | ------------------------------------------------------ |
| Асіф Алі              | Алан                | один з пацієнтів Джиммі                                |
| Міріам Флінн          | Пем                 | неприємний сусід Джиммі та Ліз                         |
| Ніл Флінн             | Реймонд             | один з пацієнтів Пола                                  |
| Браян Гоу             | Кіп                 | батько Браяна                                          |
| Кортні Тейлор         | Кортні (2 сезон)    | сестра Ґабі                                            |
| Деймон Веянс-молодший | Деррік №2 (2 сезон) | друг Дерека, який порозумівся з Ґабі                   |
| Верні Вотсон          | Філліс (2 сезон)    | мати Ґабі                                              |
| Келлі Бішоп           | Сьюзен (2 сезон)    | колишня дружина Пола і мати Мег                        |
| Кобі Смолдерс         | Софі (2 сезон)      | жінка, у якої Джиммі та Дерек хочуть купити автомобіль |

## Епізоди
| Сезон | Епізоди | Епізоди | Оригінальний показ | Оригінальний показ |
| Сезон | Епізоди | Епізоди | Перший показ       | Останній показ     |
| ----- | ------- | ------- | ------------------ | ------------------ |
| 1     | 10      | 10      | 27 січня 2023      | 24 березня 2023    |
| 2     | 12      | 12      | 16 жовтня 2024     | 25 грудня 2024     |

### Сезон 1
| № серії (загалом) | № серії (в сезоні) | Назва серії          | Режисер(и)            | Сценарист(и)                                   | Оригінальна дата виходу |
| --- | ------------------ | -------------------- | --------------------- | ---------------------------------------------- | ----------------------- |
| 1 | 1                  | «Як карта ляже»      | Джеймс Понсолдт       | Білл Лоуренс & Джейсон Сіґел & Бретт Ґолдштейн | 27 січня 2023           |
| Психотерапевт Джиммі, який оплакує свою дружину, починає застосовувати активніший підхід до лікування пацієнтів у надії, що, допомігши їм, він загоїть і власні душевні рани. |                    |                      |                       |                                                |                         |
| 2 | 2                  | «Фортеця самотності» | Рай Руссо-Янг         | Бретт Ґолдштейн                                | 27 січня 2023           |
| Щоб виручити Шона, який має неприємності із законом, Джиммі звертається до свого колишнього найліпшого друга і водночас намагається приховати все це від Пола.                |                    |                      |                       |                                                |                         |
| 3 | 3                  | «П'ятнадцять хвилин» | Рай Руссо-Янг         | Браян Ґалліван                                 | 3 лютого 2023           |
| Джиммі стає свідком важкої життєвої ситуації Ґабі. Пол дає Еліс пораду, як їй пережити горе, а сам тим часом намагається пережити власну втрату.                              |                    |                      |                       |                                                |                         |
| 4 | 4                  | «Картопля»           | Джеймс Понсолдт       | Рачна Фручбом                                  | 10 лютого 2023          |
| На роботі все йде шкереберть; Джиммі свариться з Ліз через те, що вона втручається в його життя. Пол вагається, чи сказати дочці про свій діагноз.                            |                    |                      |                       |                                                |                         |
| 5 | 5                  | «Гав»                | Джеймс Понсолдт       | Білл Послі                                     | 17 лютого 2023          |
| Джиммі заходить із лікуванням Шона в глухий кут, але не може порадитися з Полом. Браян робить оголошення про свої стосунки.                                                   |                    |                      |                       |                                                |                         |
| 6 | 6                  | «Синдром самозванця» | Рендалл Кінан Вінстон | Енні Мебейн                                    | 24 лютого 2023          |
| Джиммі погоджується на вмовляння Еліс влаштувати вечірку. Після розлучення Ґабі бореться зі своїм лібідо. Ліз радить Полу спробувати медичну марихуану.                       |                    |                      |                       |                                                |                         |
| 7 | 7                  | «Тур вибачення»      | Рендалл Кінан Вінстон | Бретт Ґолдштейн                                | 3 березня 2023          |
| Джиммі намагається привести будинок до ладу після вечірки. До Пола знов приїздить дочка. Ліз і Шон виявляють, що між ними є щось спільне.                                     |                    |                      |                       |                                                |                         |
| 8 | 8                  | «Бум»                | Зак Брафф             | Воллі Барам                                    | 10 березня 2023         |
| Еліс починає поводитися неадекватно, тож Пол з Браяном звертаються по допомогу до Джиммі. Ліз і Шон вирішують підтримати Ґабі й супроводжують її на важливу подію.            |                    |                      |                       |                                                |                         |
| 9 | 9                  | «Жити далі»          | Рендалл Кінан Вінстон | Софі Селіґ                                     | 17 березня 2023         |
| Джиммі вмовляє Пола, хоч той і не хоче, прийняти нагороду за досягнення в кар'єрі. Шон звертається до Ліз із діловою пропозицією.                                             |                    |                      |                       |                                                |                         |
| 10 | 10                 | «Розв'язка»          | Джеймс Понсолдт       | Ніл Ґолдман                                    | 24 березня 2023         |
| З наближенням весілля Браяна Еліс висловлює незадоволення тим, як живе Джиммі. Ліз дізнається таємницю.                                                                       |                    |                      |                       |                                                |                         |

### Сезон 2
| № серії (загалом) | № серії (в сезоні) | Назва серії                | Режисер(и)            | Сценарист(и)                                 | Оригінальна дата виходу |
| --- | ------------------ | -------------------------- | --------------------- | -------------------------------------------- | ----------------------- |
| 11 | 1                  | «Джимінг»                  | Рендалл Кінан Вінстон | Рачна Фручбом                                | 16 жовтня 2024          |
| Джиммі бореться з почуттям вини через Ґрейс. Пол приймає рішення щодо своїх стосунків. Ліз прагне допомогти Ґабі врівноважити шалене життя.               |                    |                            |                       |                                              |                         |
| 12 | 2                  | «Я люблю біль»             | Рендалл Кінан Вінстон | Енні Мебейн                                  | 16 жовтня 2024          |
| Пол і Джиммі не можуть узгодити план лікування Шона. Сестра просить у Ґабі допомоги. У Ліз виникає ідея розкрутки бізнесу фудтрака.                       |                    |                            |                       |                                              |                         |
| 13 | 3                  | «Психологічний щосьтамізм» | Зак Брафф             | Браян Ґалліван                               | 23 жовтня 2024          |
| Джиммі з Браяном допомагають Ґрейс сприйняти несподівану новину. Пол і Джулі зустрічаються з її минулим. Ліз переживає, що стала між Шоном та його татом. |                    |                            |                       |                                              |                         |
| 14 | 4                  | «Таки подивився»           | Зак Брафф             | Софі Селіґ                                   | 30 жовтня 2024          |
| Пол наказує Джиммі стриманіше поводитися з Шоном. Дерек знайомить Ґабі з другом. Ліз консультує Браяна з питань батьківства.                              |                    |                            |                       |                                              |                         |
| 15 | 5                  | «Період чесності»          | Джеймі Беббіт         | Зак Борнштейн                                | 6 листопада 2024        |
| Джиммі допомагає Еліс розібратися з величезною помилкою. Ґабі їде додому, щоб урегулювати сімейну кризу. Ліз зустрічає об'єкт своєї давньої пристрасті.   |                    |                            |                       |                                              |                         |
| 16 | 6                  | «На самоті»                | Рендалл Кінан Вінстон | Бретт Ґолдштейн                              | 13 листопада 2024       |
| Пол і Джиммі шукають Шонового тата. Ґабі не дає Ліз потонути. Еліс з подивом з'ясовує, з ким спілкується Браян.                                           |                    |                            |                       |                                              |                         |
| 17 | 7                  | «Зайти в море»             | Рендалл Кінан Вінстон | Кіра Браун & СіДжей Хоук                     | 20 листопада 2024       |
| Джиммі проводить день з пацієнтом. Браян псує Ґабі побачення. Ліз простує небезпечною стежкою.                                                            |                    |                            |                       |                                              |                         |
| 18 | 8                  | «Останній напій»           | Джеймс Понсолдт       | Саша Ґаррон                                  | 27 листопада 2024       |
| Джиммі дізнається таємницю Еліс. Ліз і Дерек на роздоріжжі. Пол занепокоєний своїм здоров'ям.                                                             |                    |                            |                       |                                              |                         |
| 19 | 9                  | «Обличчя дорослого чувака» | Ану Валиа             | Білл Послі                                   | 4 грудня 2024           |
| Джиммі намагається не втручатися в справи Еліс і водночас "джимить" невпевненого Браяна. Шокована сестриною звісткою, Ґабі просить у Пола поради.         |                    |                            |                       |                                              |                         |
| 20 | 10                 | «Міняючи патерни»          | Джеймс Понсолдт       | Ешлі Ніколь Блек                             | 11 грудня 2024          |
| Джиммі намагається влаштувати Еліс ідеальний 18-й день народження. Пол допомагає Ґабі прийняти вкрай важливе рішення.                                     |                    |                            |                       |                                              |                         |
| 21 | 11                 | «Препарати не діють»       | Рендалл Кінан Вінстон | Ніл Ґолдман                                  | 18 грудня 2024          |
| Пол заохочує Джиммі звернутися по допомогу. Браян і Дерек везуть Шона на пошуки нового житла. У Ґабі труднощі зі складанням списку гостей на День подяки. |                    |                            |                       |                                              |                         |
| 22 | 12                 | «Останній День подяки»     | Білл Лоуренс          | Білл Лоуренс & Ніл Ґолдман & Бретт Ґолдштейн | 24 грудня 2024          |
| Джиммі приймає пораду від Пола щодо Еліс. Ліз нарешті знаходить своє покликання. Ґабі влаштовує вечерю на День подяки.                                    |                    |                            |                       |                                              |                         |

## Виробництво
У жовтні 2021 року було оголошено, що Apple TV+ замовив десятисерійний сезон серіалу, в якому головну роль зіграє Джейсон Сіґел, співавтор серіалу разом із Бреттом Ґолдштейном та Біллом Лоуренсом. У квітні 2022 року до акторського складу приєдналися Гаррісон Форд, Джессіка Вільямс, Кріста Міллер, Майкл Урі, Люк Тенні та Лукіта Максвелл, а Джеймс Понсолдт став режисером і виконавчим продюсером. Виробництво розпочалося у квітні 2022 року. Головну пісню серіалу «Frightening Fishes» написали Бен Гіббард і Том Гау.
У березні 2023 року Apple TV+ подовжив серіал на другий сезон. У червні 2024 року Ешлі Ніколь Блек приєдналася до другого сезону як сценаристка та учасниця акторського складу в неназваній ролі. Зйомки другого сезону проходили з січня по червень 2024 року. Тед МакҐінлі, який мав епізодичну роль у першому сезоні, став постійним актором другого сезону. 17 жовтня 2024 року Apple TV+ продовжив серіал на третій сезон.

## Оцінки критиків
За даними Rotten Tomatoes, 94% зі 120 критиків позитивно оцінили телесеріал, надавши йому середню оцінку 7,6 бала з 10. На платформі Metacritic фільм отримав середній бал 70 зі 100 на основі відгуків 50 кінокритиків, що відповідає категорії «в цілому схвально».

## Нагороди
| Рік  | Нагорода                           | Категорія                                                                 | Номінація | Результат |
| ---- | ---------------------------------- | ------------------------------------------------------------------------- | --- | --------- |
| 2023 | TCA Awards                         | Видатні досягнення в комедії                                              | «Правдива терапія» | Номінація |
| 2023 | TCA Awards                         | Видатна нова програма                                                     | «Правдива терапія» | Номінація |
| 2023 | TCA Awards                         | Індивідуальні досягнення в комедії                                        | Гаррісон Форд | Номінація |
| 2023 | Venice TV Awards                   | Найкраща комедія                                                          | «Правдива терапія» | Перемога  |
| 2024 | Astra TV Awards                    | Найкращий стрімінговий телесеріал, комедія                                | «Правдива терапія» | Номінація |
| 2024 | Astra TV Awards                    | Найкращий актор у стрімінговому телесеріалі, комедія                      | Джейсон Сіґел | Номінація |
| 2024 | Astra TV Awards                    | Найкраща чоловіча роль другого плану в стрімінговому телесеріалі, комедія | Гаррісон Форд | Номінація |
| 2024 | Astra TV Awards                    | Найкраща жіноча роль другого плану у стрімінговому телесеріалі, комедія   | Джессіка Вільямс | Номінація |
| 2024 | Astra TV Awards                    | Найкращий режисер у стрімінговому телесеріалі, комедія                    | Джеймс Понсолдт | Номінація |
| 2024 | Astra TV Awards                    | Найкращий сценарій у стрімінговому телесеріалі, комедія                   | Білл Лоуренс, Джейсон Сіґел і Бретт Ґолдштейн                                                                                               | Номінація |
| 2024 | Astra Creative Arts TV Awards      | Найкращий дизайн заголовка                                                | «Правдива терапія» | Номінація |
| 2024 | Вибір телевізійних критиків        | Найкращий комедійний телесеріал                                           | «Правдива терапія» | Номінація |
| 2024 | Вибір телевізійних критиків        | Найкраща чоловіча роль другого плану в комедійному телесеріалі            | Гаррісон Форд | Номінація |
| 2024 | Вибір телевізійних критиків        | Найкраща жіноча роль другого плану в комедійному телесеріалі              | Джессіка Вільямс | Номінація |
| 2024 | Золотий глобус                     | Найкраща чоловіча роль у телесеріалі — комедія або мюзикл                 | Джейсон Сіґел | Номінація |
| 2024 | Еммі                               | Найкраща чоловіча роль у комедійному телесеріалі                          | Джейсон Сіґел | Номінація |
| 2024 | Еммі                               | Найкраща жіноча роль другого плану у комедійному телесеріалі              | Джессіка Вільямс | Номінація |
| 2024 | Премія Гільдії сценаристів Америки | Новий телесеріал                                                          | Воллі Барам, Рачна Фручбом, Браян Ґалліван, Ніл Ґолдман, Бретт Ґолдштейн, Білл Лоуренс, Енні Мебейн, Білл Послі, Джейсон Сіґел, Софія Селіґ | Номінація |